# Біркен-Гонігзессен
Біркен-Гонігзессен (нім. Birken-Honigsessen) — громада в Німеччині, розташована в землі Рейнланд-Пфальц. Входить до складу району Альтенкірхен. Складова частина об'єднання громад Віссен.
Площа — 18,14 км2. Населення становить 2508 ос. (станом на 31 грудня 2020).